# Astragalus schemachensis
Astragalus schemachensis är en ärtväxtart som beskrevs av Karjagin. Astragalus schemachensis ingår i släktet vedlar, och familjen ärtväxter. Inga underarter finns listade i Catalogue of Life.